# 2254 Requiem
A 2254 Requiem (ideiglenes jelöléssel 1977 QJ1) a Naprendszer kisbolygóövében található aszteroida. Nyikolaj Sztyepanovics Csernih fedezte fel 1977. augusztus 19-én.